# Hossein Abarghouei
Hossein Abarghouei (tiếng Ba Tư: حسین ابرقویی) là một tiền vệ bóng đá người Iran hiện tại thi đấu cho câu lạc bộ Iran Gostaresh Foulad ở Persian Gulf Pro League.

## Sự nghiệp câu lạc bộ

### Thống kê sự nghiệp câu lạc bộ
Tính đến 31 tháng 7 năm 2017.
| Câu lạc bộ          | Hạng đấu            | Mùa giải            | Giải vô địch | Giải vô địch | Cúp Hazfi | Cúp Hazfi | Châu Á  | Châu Á    | Tổng    | Tổng      |
| Câu lạc bộ          | Hạng đấu            | Mùa giải            | Số trận      | Bàn thắng    | Số trận   | Bàn thắng | Số trận | Bàn thắng | Số trận | Bàn thắng |
| ------------------- | ------------------- | ------------------- | ------------ | ------------ | --------- | --------- | ------- | --------- | ------- | --------- |
| Gostaresh Foolad    | Pro League          | 2017–18             | 3            | 0            | 0         | 0         | –       | –         | 3       | 0         |
| Tổng cộng sự nghiệp | Tổng cộng sự nghiệp | Tổng cộng sự nghiệp | 3            | 0            | 0         | 0         | 0       | 0         | 3       | 0         |